# Oxprenolol
Oxprenolol es el nombre de un medicamento beta bloqueante no selectivo, es decir, bloquea la acción de la epinefrina tanto en receptores adrenérgicos β1 y receptores adrenérgicos β2.

## Farmacología
El oxprenolol se absorbe casi por completo a nivel del tracto gastrointestinal con una alta biodisponibilidad, propiedades que hace que haya mínimas variaciones farmacodinámicas entre un individuo y otro. A diferencia de beta bloqueantes con ligandos hidrofílicos como el atenolol, sotalol y nadolol, el oxprenolol es un compuesto lipofílico, por lo que tiene la capacidad de atravesar con facilidad la barrera hematoencefálica, de manera que tiene una mayor incidencia de efectos colaterales a nivel del sistema nervioso central.

## Indicaciones
La principal indicación del oxprenolol es en el tratamiento de la hipertensión arterial a dosis de 160 mg y la angina de pecho. Adicionalmente reduce la lipólisis y por ende promueve la producción de ácidos grasos libres en pacientes hipertensos.